# Nekkerhal
De Nekkerhal (commerciële naam: Nekkerhal-Brussels North) is een evenementenhal in Mechelen. De ruimte beslaat een oppervlakte van 18.500 m².
De hal is gebouwd met één overspanning, die zowel het dak als de twee brede muren omvat. Ook staan er geen steunpilaren in de zaal zelf. Hierdoor was de hal lange tijd de grootste ruimte zonder pilaren.

## Geschiedenis
Historisch werd de hal in 1981 gebouwd als groentenhal voor de opslag en verhandeling van groenten uit de nabijgelegen tuinbouwgebieden, als vervanging van de Mechelse groentenhal aan de Zandpoortvest. Door de uitbouw van de veilinghal in het nabijgelegen Sint-Katelijne-Waver verviel evenwel deze nood. De bouw dreigde een financieel fiasco te worden voor de stad Mechelen en burgemeester Jos Vanroy tot evenwel een nieuwe bestemming werd gevonden. De zaal werd snel omgebouwd tot evenementenhal, en bouwde een reputatie op met een vaste kalender met enkele grotere Belgische beurzen waaronder de Kerstjumping, de regelmatige rommelmarkten, het Tuning Salon, de Bouw- en Interieurbeurs, de Mega Erotica Beurs, Curioza, Dreamcar International, de eerste editie van de Cyclocross Masters, het Boekenfestijn... De stad Mechelen bleef eigenaar van de hal, die initieel door een gelijknamige vzw geëxploiteerd werd.
In 2014 werd de hal bijna een volledig jaar verhuurd aan Studio 100 die er de musical '14-'18 creëerde en meermaals opvoerde. Dat jaar ging de stad ook over tot ontbinding van de vzw en gaf ze de uitbating van de hal vanaf begin 2015 in concessie aan de firma Artexis, die ook Antwerp Expo en Flanders Expo in Gent uitbaat. De huurprijzen werden gevoelig verhoogd en Artexis besloot in april 2015 de commerciële naam om te vormen tot Nekkerhal-Brussels North.
Eind 2016 wenste de stad Mechelen de evenementenhal te verkopen, maar anno 2019 was dat nog niet gelukt. Artexis blijft voorlopig de uitbater tot zeker 2024.
In 2021 werd er een COVID-19-vaccinatiecentrum uitgebouwd.

## Toekomst
Vlaams minister van Toerisme Zuhal Demir kondigde in 2022 aan 10 miljoen euro te investeren voor een nieuw congrescentrum op de site van de Nekkerhal dat tegen 2028 klaar zou moeten zijn.
Het Mechels bestuursakkoord van 2025 voorziet een afbraak van de Nekkerhal tegen 2032.

## Bereikbaarheid en omgeving
De zaal ligt langsheen de N15, die via de Mechelse ring R12 in verbinding staat met de A1/E19. De parking telt zo'n 3500 plaatsen.
Aan de overzijde van de N15 is het sport- en recreatiedomein De Nekker gelegen.
In 2020 werd naast de Nekkerhal een nieuwe brandweerkazerne "De Waterduivel" gebouwd (Post Nekker van de hulpverleningszone Rivierenland), waar ook uitvoeringssdiensten van de stad Mechelen gevestigd zijn.
Naast de parking van de Nekkerhal bevindt zich het kasteel De Borght.

## Technische gegevens
Met een lengte van 301 meter en een breedte van 60 meter heeft de zaal een totale oppervlakte van 18 420 m². De zaal is op het hoogste punt 13 meter hoog.
Dankzij een mobiele scheidingswand, die bestaat uit 10 tegen elkaar geplaatste opblaasbare buizen van elk 6 meter breed, kan de zaal opgedeeld worden in 2 delen. Hiervoor bestaan 6 mogelijke posities.
Vanwege het hoge energieverbruik om de pilaren opgeblazen te houden wordt de wand enkel gebruikt indien beide kanten verhuurd zijn. Indien slechts één kant gebruikt wordt, voert men de scheiding uit met hekken.